# Egyptské číslice
Starověké egyptské číslice byly používány ve starověkém Egyptu přibližně od roku 3000 př. n. l. do začátku 1. tisíciletí n. l. Egypťané používali desítkovou soustavu, ne ovšem poziční, ale pro každou mocninu deseti měli jiný znak, který se podle potřeby opakoval.

## Číslice
| Z1 |

| Z1 |

| V20 |

| V20 |

| V1 |

| V1 |

| M12 |

| M12 |

| D50 |

| D50 |

| I8 |

| I8 |

| I7 |

| I7 |

| C11 |

| C11 |

Násobky těchto hodnot byly vyjadřovány opakováním příslušných symbolů tolikrát, kolikrát bylo třeba. Například na rytině z Karnaku je číslo 4622 zapsáno jako:
| M12 | M12 | M12 | M12 |

| V1 · V1 · V1 · V1 · V1 · V1 |

| V20 | V20 | Z1 | Z1 |

Egyptské hieroglyfy se mohou psát oběma směry (zprava doleva i zleva doprava) a dokonce i vertikálně. Tento příklad je psán zleva doprava a odshora dolů; na původní rytině je zapsán zprava doleva, symboly jsou tedy obráceny.

## Sčítání a odčítání
Pro sčítání a odčítání se používají symboly
| D54 |

| D55 |

Pokud paty směřují ve směru psaní, jde o symbol pro sčítání (plus). V opačném případě se jedná o symbol pro odčítání (minus).